# 切拉
切拉，是西班牙巴伦西亚自治区巴伦西亚省的一个市镇。总面积55平方公里，总人口547人（2001年），人口密度10人/平方公里。